# Рибит

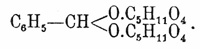
Бензилиденацеталь рибита

Рибит (адонит, адонидодульцит) — C5H12О5 — пятиатомный спирт, остаток рибита, связанный с изоаллоксазином, входит в состав рибофлавина и флавинадениндинуклеотидов. 
Получен впервые Е. Мерком из адониса весеннего (Adonis vernalis) и исследован Е. Фишером. Входит в состав тейхоевых кислот клеточных стенкок грамположительных бактерий.  Получается из L-рибозы при восстановлении её амальгамой натрия. Чаще исходят из лактона рибоновой кислоты НОСН2(СНОН)3СООН, восстановляя его сперва в кислом, а затем в щелочном растворе. 
Выделяют рибит в виде бензилиденацеталя.
Из воды рибит кристаллизуется в плотных призмах, из спирта — в виде игл. Температура плавления 102 °C. При окислении гипобромитом натрия дает сахар, дающий с фенилгидразином озазон, плавящийся при 167 °C.
При нагревании с равным количеством 40 % формальдегида и крепкой соляной кислоты дает, по Шульцу и Толленсу, адонит-диформацеталь С5Н3О5(СН2)2.
Рибит стереоизомерен ксилиту и арабиниту, которые, подобно рибиту, являются продуктами восстановления соответствующих моносахаридов - ксилозы и арабинозы.
Будучи мезо-полиолом, рибит оптически неактивен.